# Peter Wichtel

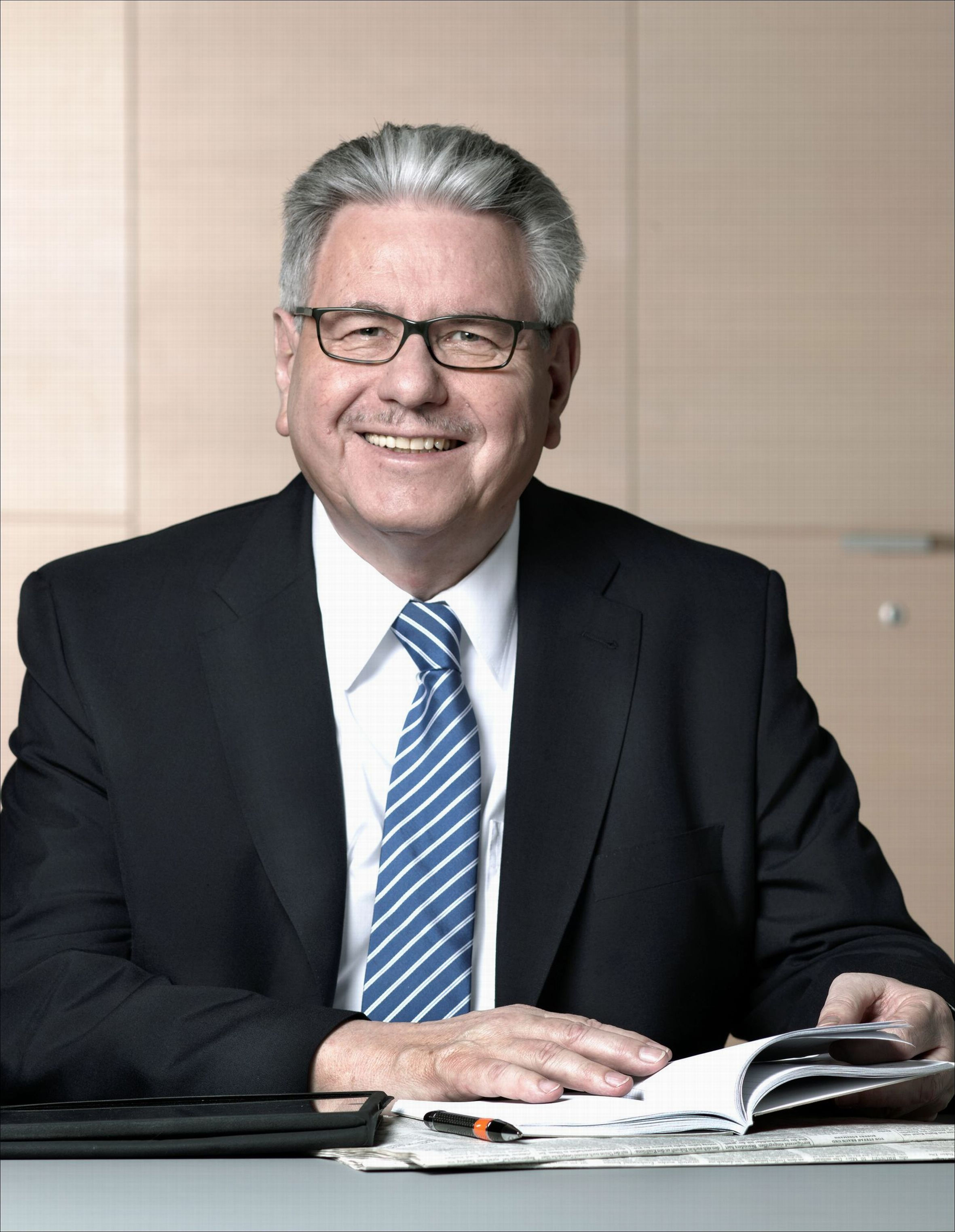
Peter Wichtel (2013)

Heinz Peter Wichtel (* 5. Januar 1949 in Büdingen) ist ein deutscher Politiker (CDU) und Gewerkschafter.
Von 2009 bis 2017 war Wichtel Mitglied des Deutschen Bundestages. In der 18. Legislaturperiode war er ordentliches Mitglied im Ausschuss für Verkehr und digitale Infrastruktur sowie stellvertretendes Mitglied im Sportausschuss. Seit 1974 ist Wichtel Mitglied bei ver.di (früher ÖTV).

## Berufliche Laufbahn
Wichtel besuchte Volksschulen in Büdingen und Offenbach am Main. Nach einer Ausbildung zum Einzelhandelskaufmann war er zwischen 1966 und 1970 zunächst im Groß- und Einzelhandel tätig. 1971 begann er im Personal-Sozial-Service bei der Fraport AG. 1975 wurde er Mitglied im Betriebsrat und von 2002 bis 2010 dessen Vorsitzender. Von 2004 bis 2012 war er zudem Aufsichtsratsmitglied und Vorsitzender des Personalausschusses. Im November 2012 endete seine Tätigkeit im Unternehmen.
2008 wurde Wichtel mit dem Preis Soziale Marktwirtschaft der Konrad-Adenauer-Stiftung ausgezeichnet, mit dem Persönlichkeiten geehrt werden, die herausragende Leistungen im Geiste der Sozialen Marktwirtschaft erbracht haben. Die Jury verdeutlichte in ihrer Begründung, Wichtel habe die Arbeitsbedingungen bei der Fraport AG maßgeblich im Interesse der Beschäftigten mitgestaltet und dabei stets das Wohl des Unternehmens und des Standorts Frankfurt im Auge behalten. Er repräsentiere ein Gewerkschaftsbild, das dazu beitrage, die scheinbaren Gegensätze von Arbeitnehmer- und Kapitalinteressen zu überwinden.

## Politische Karriere
Seit 1972 ist Wichtel Mitglied in der Christlich-Demokratischen Arbeitnehmerschaft (CDA) und war von 1991 bis 2010 stellvertretender Vorsitzender des Landesverbandes Hessen. Von 1976 bis 2006 war er Vorsitzender der CDA-Betriebsgruppe Flughafen Frankfurt am Main. Seit 2009 ist Peter Wichtel Mitglied und Beisitzer im Vorstand der Arbeitnehmergruppe im Deutschen Bundestag.
Wichtel ist seit 1977 Mitglied in der CDU. Er war von 1981 bis 2010 Stadtverordneter in Obertshausen, 2001 wurde er zum Stadtverordnetenvorsteher gewählt. Von 1993 bis 2001 war er Vorsitzender der CDU Obertshausen und ist seit 2010 deren Ehrenvorsitzender. Er arbeitet zudem seit 2000 im Landesvorstand der CDU Hessen mit. Zwischen 1989 und 2001 war er zudem ehrenamtlicher Stadtrat.

## Abgeordneter
Bei der Bundestagswahl 2009 trat er im Wahlkreis Offenbach an und gewann mit 40,2 % der Erststimmen das Direktmandat. Bei der Wahl zum 18. Deutschen Bundestag im Jahr 2013 gewann er das Direktmandat im Wahlkreis Offenbach erneut und konnte sein Ergebnis auf 45,5 % der Erststimmen steigern. Seitdem war Wichtel Mitglied des Ausschusses für Verkehr und digitale Infrastruktur sowie stellvertretendes Mitglied im Sportausschuss für die CDU/CSU-Bundestagsfraktion. Bei der Bundestagswahl 2017 kandidierte er nicht erneut für ein Mandat.

## Privates
Wichtel lebt in Obertshausen und ist seit 1970 verheiratet. Er hat eine Tochter und zwei Enkelsöhne.